# Ford Futura
Ford Futura é um sedan de grande porte fabricado pela Ford Austrália entre 1962 e 2008.